# Forficulitermes planifrons
Forficulitermes planifrons (лат.) — вид термитов, единственный в составе рода Forficulitermes и подсемейства Forficulitermitinae из семейства Termitidae. Афротропика.

## Описание
Мелкие термиты. Правая мандибула имаго-рабочего с хорошо развитым вторым маргинальным зубцом (RMt2). Кишечник рабочего с четырьмя мальпигиевыми трубочками, попарно прикрепленными на стыке смешанных сегментов. Голова солдата субквадратная с фонтанеллой, расположенной в небольшом углублении, с двумя плоскими продольными гребнями, расположенными перед отверстием с каждой стороны и образующими слабую бороздку, ведущую к основанию наличника; небольшие приподнятые бугорки с каждой стороны между фонтанеллой и основанием усиков; мандибулы удлиненные и тонкие, без краевых зубцов, используются для укуса и не способны к защелкиванию; апикальный край лабрума с медиально-апикальной выпуклостью и резко заостренными апиколатеральными углами. Питаются почвой.
Forficulitermitinae можно отличить от термитин в их новом ограниченном объёме по отсутствию мальпигиева узла (обычно присутствующего у Termitinae sensu novo). Кроме того, мандибулы солдат удлиненные и не щелкающие, в то время как у Termitinae мандибулы обычно щелкающие (за исключением трех родов с кусающими/режущими мандибулами: Divinotermes, Spinitermes и Tuberculitermes). Кроие того, голова солдата имеет слабую бороздку, идущую от фонтанеллы, которая находится в небольшом глубоком углублении, к основанию наличника и с небольшими бугорками по обе стороны канала между фонтанеллой и усиковыми торулами, тогда как у термитин нет такой бороздки, углубления или латеральных бугорков, а вместо них имеется медиальный лобный выступ разной степени развития.

## Распространение
Афротропический регион: Конго-Заир.

## Систематика
Вид был впервые описан в 1960 году американским энтомологом Alfred Edwards Emerson (1896—1976). Род Forficulitermes рассматривали в составе подсемейства Termitinae или родовой группе Termes. В 2024 году в ходе реклассификации современных групп термитов таксон был выделен в отдельное подсемейство Forficulitermitinae Hellemans, Engel, & Bourguignon, 2024. Тесты на топологию не отклонили Engelitermitinae и Forficulitermitinae как клады, родственные другим не-Sphaerotermitinae, не-Macrotermitinae, не-Foraminitermitinae, не-Apicotermitinae, не-Microcerotermitinae и не-Syntermitinae Termitidae. Неопределенное филогенетическое положение Crepititermitinae и Forficulitermitinae, а также уникальные сочетания их морфологических и биологических характеристик, обосновали их размещение в двух отдельных подсемействах.